# Julija Olegowna Chlynina

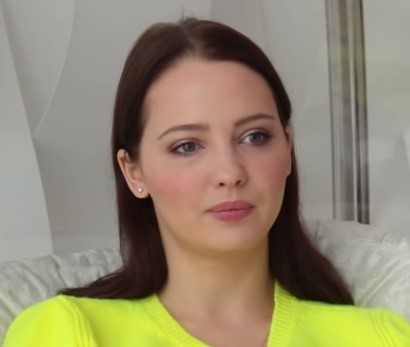
Julija Olegowna Chlynina, 2019

Julija Olegowna Chlynina (russisch Ю́лия Оле́говна Хлы́нина, wiss. Transliteration Yuliya Olegovna Khlynina; * 11. Januar 1992 in Moskau) ist eine russische Theater- und Filmschauspielerin.

## Leben
Chlynina tanzte in ihrer Kindheit Ballett. Drei Jahre lang gehörte sie zum Ensemble der Balakirev Music School in Vykhino schloss die Moscow Art Theater School 2013 ab. Von 2012 bis zu ihrem Abschluss wirkte sie in einigen Stücken am Moskauer Satirikon Theatre mit. Seit 2013 gehört sie zum Ensemble des Mossovet Theatre. Sie debütierte 2012 im Spielfilm Astra, i heart you als Filmschauspielerin. Von 2015 bis 2019 verkörperte sie in der Fernsehserie Zakon kamennykh dzhungley die Rolle der Lisa. Ab 2016 übernahm sie größere Nebenrollen und Hauptrollen in Filmen wie Der Duellist, Watermelon Rinds oder Die Legende von Kolovrat.

## Filmografie (Auswahl)
- 2012: Astra, i heart you (Астра, я люблю тебя)
- 2013: Weekend (Уик-энд)
- 2013: Lie, If You Love (Obmani, esli lyubish/Год обмана) (Fernsehserie)
- 2013: Dofamin (Дофамин) (Kurzfilm)
- 2014: All at Once (Vsyo i srazu/Всё и сразу)
- 2015: Happiness is (Schaste - eto.../Счастье - это...)
- 2015–2019: Zakon kamennykh dzhungley (Закон каменных джунглей) (Fernsehserie, 17 Episoden)
- 2016: Der Duellist (Dueljant/Дуэлянт)
- 2016: Watermelon Rinds (Arbuznye korki/Арбузные корки)
- 2017: Die Legende von Kolovrat (Legenda o Kolovrate/Легенда о Коловрате)
- 2018: Selfie (Селфи)
- 2018: Kauf mich (Kupi menya/Купи меня)
- 2018: Tolko ne oni (Только не Они)
- 2018: Call DiCaprio! (Zvonite DiKaprio!/Звоните ДиКаприо!) (Mini-Serie, 8 Episoden)
- 2019: Lev Yashin. Vratar moey mechty (Лев Яшин. Вратарь моей мечты)
- 2020: Lyod 2 – Wenn du nicht mehr bei mir bist (Ice 2/Лёд 2)
- 2020: Call-Center (Koll-tsentr/Колл-центр) (Mini-Serie, 8 Episoden)
- 2020: Six Empty Seats (Polyot/Полёт) (Fernsehserie, 8 Episoden)